# Özlem Sağlanmak
Özlem Sağlanmak (* 25. November 1980 in Nørrebro, Kopenhagen) ist eine dänische Schauspielerin.

## Biografie
Sağlanmaks Eltern zogen in den 1970er-Jahren von der Türkei nach Dänemark. Sie absolvierte ihr Schauspielstudium an der Den Danske Scenekunstskole. Seitdem war sie an unterschiedlichen Theatern in Dänemark beschäftigt. Für ihre Schauspielkunst auf der Bühne wurde sie 2009 mit dem Theaterpreis Reumert als Talent ausgezeichnet.
Ihr Filmdebüt gab sie 2002 mit der Darstellung einer jungen Türkin in dem Liebesdrama Halalabad Blues. Ihre nächste große Rolle hatte sie in dem 2007 veröffentlichten und von Natasha Arthy inszenierten Martial-Arts-Coming-of-Age-Film Fightgirl Ayse. Seitdem spielte sie vermehrt Fernsehrollen und hatte in mehreren Fernsehserien längere Engagements. So spielte sie zehn Folgen in Anna Pihl – Auf Streife in Kopenhagen, acht Folgen in Die Brücke – Transit in den Tod und zehn Folgen in Greyzone – No Way Out mit. Besondere Bekanntheit erlangte sie, als sie dem zwölfjährigen Jungen Ali in der dänischen Weihnachtsserie Yallahrup Færgeby ihre Stimme lieh.
Zusätzlich zu ihren Fernsehrollen spielte Sağlanmak auch in dänischen Spielfilmen wie Alting bliver godt igen und Die Wahrheit über Männer mit. Für ihre Darstellung der in dem 2020 veröffentlichten Actionfilm Shorta – Das Gesetz der Straße wurde sie beim Riviera International Film Festival als Beste Darstellerin und bei der Verleihung des dänischen Filmpreises Robert als Beste Nebendarstellerin ausgezeichnet.

## Filmografie (Auswahl)
- 2002: Halalabad Blues
- 2007: Fightgirl Ayse (Fighter)
- 2007: Yallahrup Færgeby
- 2008: Anna Pihl – Auf Streife in Kopenhagen (Anna Pihl, Fernsehserie, zehn Folgen)
- 2010: Alting bliver godt igen
- 2010: Die Wahrheit über Männer (Sandheden om mænd)
- 2012: Kommissarin Lund – Das Verbrechen (Forbrydelsen, Fernsehserie, eine Folge)
- 2013: Die Brücke – Transit in den Tod (Broen, Fernsehserie, acht Folgen)
- 2018: Greyzone – No Way Out (Greyzone, Fernsehserie, zehn Folgen)
- 2018: Kleiner Aladin und der Zauberteppich (Hodja fra Pjort)
- 2019: Follow the Money (Bedrag, Fernsehserie, 6 Folgen)
- 2020: Shorta – Das Gesetz der Straße (Shorta)
- 2020: The Investigation – Der Mord an Kim Wall (Efterforskningen, Fernsehserie, eine Folge)
- 2022: Borgen – Gefährliche Seilschaften (Borgen – Riget, Magten og Æren, Fernsehserie, sechs Folgen)